# Mechatronica
Mechatronica is een technische discipline die bestaat uit de combinatie van de volgende ingenieursdisciplines:
- Elektrotechniek
- Werktuigbouwkunde
- Meet- en regeltechniek

Mensen die opgeleid zijn in de mechatronica heten mechatronici. Met name in de industriële automatisering worden veel oplossingen gerealiseerd waarbij deze disciplines effectief samenkomen. Omdat een mechatronicus verstand heeft van de diverse disciplines kan deze goed het totaaloverzicht van een project behouden en zorgen voor een goede samenwerking.
Mechatronica is een aanpak bij het integraal en optimaal ontwerpen van een mechanisch systeem en het bijbehorende regelsysteem. Dit regelsysteem bestaat vaak uit een microcontroller of een embedded computer. Door het tegelijkertijd ontwerpen van de mechanische constructie en het bijbehorende regelsysteem kunnen mechanische constructies verbeterde eigenschappen krijgen en tegelijkertijd goedkoper en meer flexibel worden.
Voorbeelden van mechatronische systemen zijn de cd-speler en zijn opvolgers de cd-rom en de dvd, diverse toepassingen in moderne auto's zoals ABS, elektronische stabilisatiesystemen, robots, geavanceerde productiemachines, klimaatregelingen en waterbehandelingsapparatuur.